# Bart Mollin
Bart Mollin (Brasschaat, 6 maart 1981) is een Belgisch skiër. Zijn specialisaties zijn de slalom en de reuzenslalom.

## Levensloop
Hij is de kleinzoon van profwielrenner Maurice Mollin en een neef (oomzegger) van Ricky Mollin die eveneens als skiër deelnam aan de Olympische Winterspelen van 1980 en 1984.

## Palmares

### Slalom
2010
- champs aut Innerkrems met 21,87 punten
- champs mex Innerkrems met 19,07 punten
- Fis race Akureyri IJsland met 17.69 punten
- 4e Fis race Akureyri IJsland met 18,74 punten
- 5e Fis race Erzurum Turkije met 27,00 punten
- 6e National champs Australië Thredbo
- 7e Anc cup Nieuw-Zeeland
- 8e Anc cup Australië
- 9e Anc cup Nieuw-Zeeland

```
Fis ranking: 156e
```

2009
- 7e Australian New Zealand Cup in Mt Hutt met 36.56 punten
- 8e FIS Race van Treble Cone met 44.19 punten
- 9e Australian New Zealand Cup in Mt Hotham met 42.70 punten
- 4e FIS Race van Reykjavik met 34.83 punten
- 7e University Race in St. Lambrecht met 36.58 punten

2008
- 6e FIS Race van Hovden met 28.27 punten
- 11e University Race in St. Lambrecht met 32.57 punten

2007
- FIS Race in Val Thorens met 24.76 punten
- FIS Race van La Toussuire met 22.79 punten
- FIS Race van Kars Sarykamyp met 19.68 punten
- 6e FIS Race van Erzurum/Palandoeken met 32.38 punten
- 4e University Race in St. Lambrecht met 29.72 punten

2006
- 9e FIS Race van Pitztal met 31.52 punten
- 10e FIS Race van Abetone met 24.26 punten
- 5e University Race in St. Lambrecht met 30.05 punten
- 9e FIS Race van Courcheval met 39.03 punten

2005
- 8e FIS Race van Saudearkrokur met 42.63 punten
- FIS Race van Muster met 33.38 punten

2004
- 5e FIS Race van Akureyri/Dalvik met 35.92 punten

2003
- FIS Race van Val Thorens met 38.70 punten
- 10e FIS Race van Maribor met 39.11 punten
- 16e University Race in Innerkrems met 53.67 punten

2002
- 4e FIS Race van Cardrona met 59.76 punten
- 4e FIS Race van Flaine met 51.05 punten

2001
- 7e FIS Race van Coronet Peak met 44.40 punten
- FIS Race van Snowbird met 37.82 punten

2000
- Australia/New Zealand Cup van Mt. Buller met 35.33 punten
- FIS Race van Cadrona met 44.46 punten
- FIS Race van Thredbo met 51.08 punten
- 4e FIS Race van Coronet Peak met 51.17 punten

1999
- FIS Race van MT. Hotham met 43.51 punten
- FIS Race van Perisher Blue met 45.55 punten
- 5e FIS Race van Tredbo met 58.46 punten
- 6e Australia/New Zealand Cup in Coronet Peak met 51.37 punten

### Reuzenslalom
2008
- 17e University Race in St. Lambrecht met 59.22 punten

2007
- 4e FIS Race van Kars Sarykamyp met 43.16 punten
- FIS Race van Erzurum/Palandoeken met 41.65 punten

2004
- 7e FIS Race van Courchevel met 63.46 punten

2001
- FIS Race van Mt. Hutt met 61.11 punten

2000
- 4e FIS Race van Thredbo met 56.33 punten
- 5e FIS Race van Coronet Peak met 49.54 punten

1999
- 5e Australia/New Zealand Cup in Coronet Peak met 65.46 punten